# Caserío Iparragirre
El caserío Iparragirre en Zaldivia (Provincia de Guipúzcoa, España) es un caserío de planta rectangular, cubierta de madera a dos aguas con gallur perpendicular a la fachada principal de orientación Sur. 

## Descripción
Consta de dos plantas y desván. Los accesos en puente de piedra situados en la fachada principal, así como el anejo situado en la misma zona, no quedan incluidos en el monumento.

### Fachadas
La fachada principal presenta mampostería en la planta baja y en la primera. Está cerrado por tablazón. Aprovechando el desnivel de terreno existente en esta zona se accede al interior del edificio (vivienda W) a través de un puente de piedra que da acceso a un portón de madera. También en esta zona posee un anejo situado adosado, construido también en mampostería y tablazón, situado sobre un puente similar al anterior (vivienda E). La fachada E es de mampostería en la planta baja y entramados verticales rellenados con mampostería en primera planta. En la parte N de esta fachada posee un adosado construido en mampostería y con los muros raseados de cemento y encalados. La fachada W es de mampostería a la altura de las dos plantas. Presenta puerta de acceso y algún pequeño hueco de ventana. La fachada N, alta debido al desnivel del terreno, es asimismo de mampostería en planta baja y en la primera, y de tablazón en el desván.

### Interior
La estructura interior se levanta sobre doce postes enterizos de roble apoyados sobre poyos o zapatas de piedra situadas sobre un suelo de tierra natural. Postes, vigas, tornapuntas y correas forman la armadura ensamblada con colas de golondrina y cajas de espiga. Un muro de mampostería –y cierre de tablazón en desván- situado perpendicularmente a la fachada principal S, divide interiormente las dos viviendas, E y W en las que está dividido este caserío, siendo ligeramente mayor la primera citada. 